# Inur-Sacato-Kraftwerk
Das Inur-Sacato-Kraftwerk (auch Inur-Sakato-Kraftwerk oder Centro Electrical Oecusse) ist das größte Elektrizitätswerk in der osttimoresischen Exklave Oe-Cusse Ambeno. Es befindet sich im Suco Nipane (Verwaltungsamt Pante Macassar). Das Kraftwerk gehört der Electricidade de Timor-Leste (EDTL).
Die Baukosten für das 2015 fertiggestellte Kraftwerk betrugen 37 Millionen US-Dollar. Es handelt sich um ein Wärmekraftwerk mit vier Generatoren, die mit Leichtöl oder Erdgas betrieben werden können. Ein Gas-und-Dampf-Kombikraftwerk ergänzt diese. Die Gesamtleistung beträgt 17,3 MW. Gebaut wurde es von der finnischen Firma Wärtsilä. Zuvor wurde in Oe-Cusse Ambeno nur mittels Dieselgeneratoren stundenweise Strom erzeugt. Auch die Ausbildung des lokalen Personals und den Betrieb bis 2022 übernahm Wärtsilä.

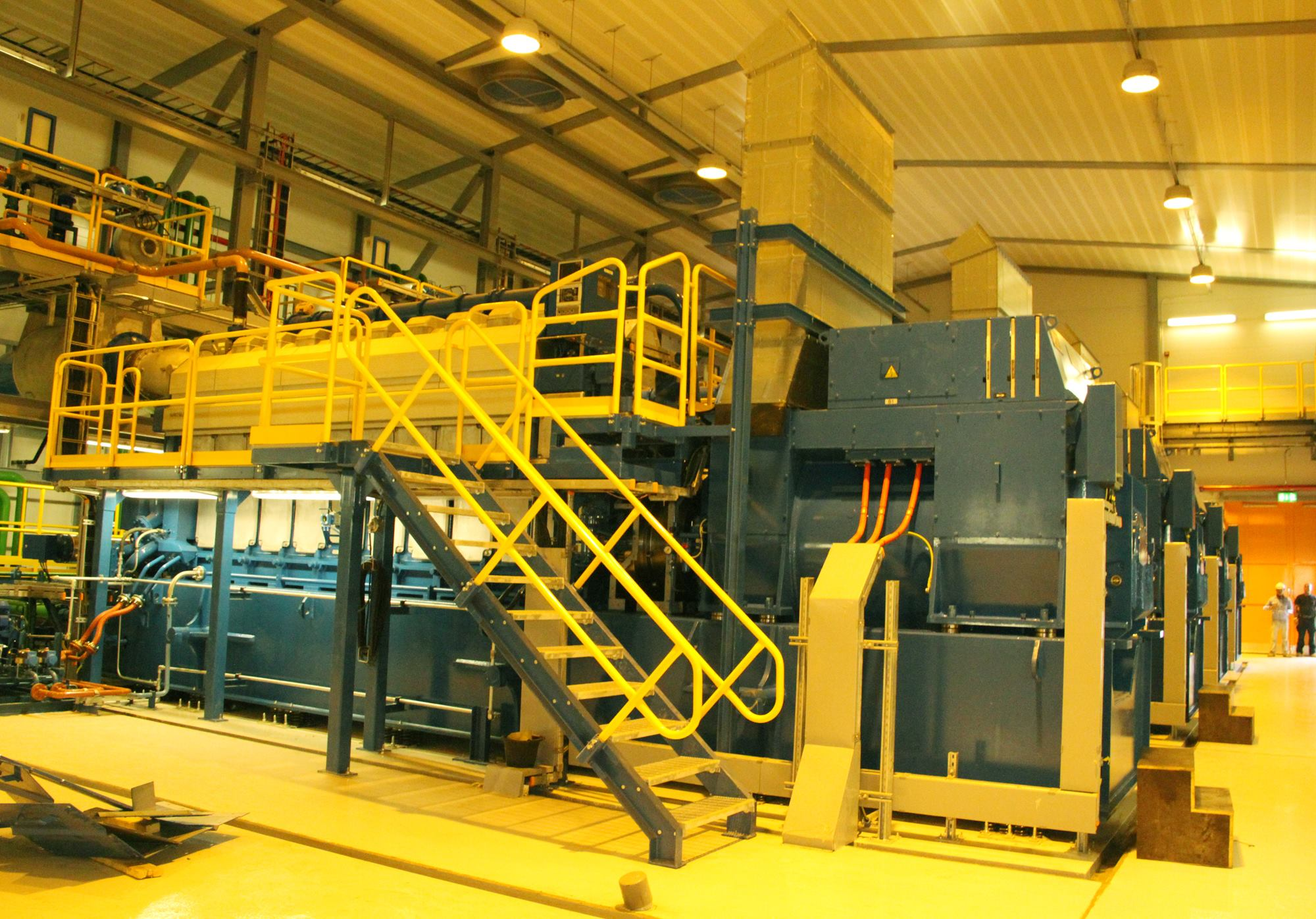
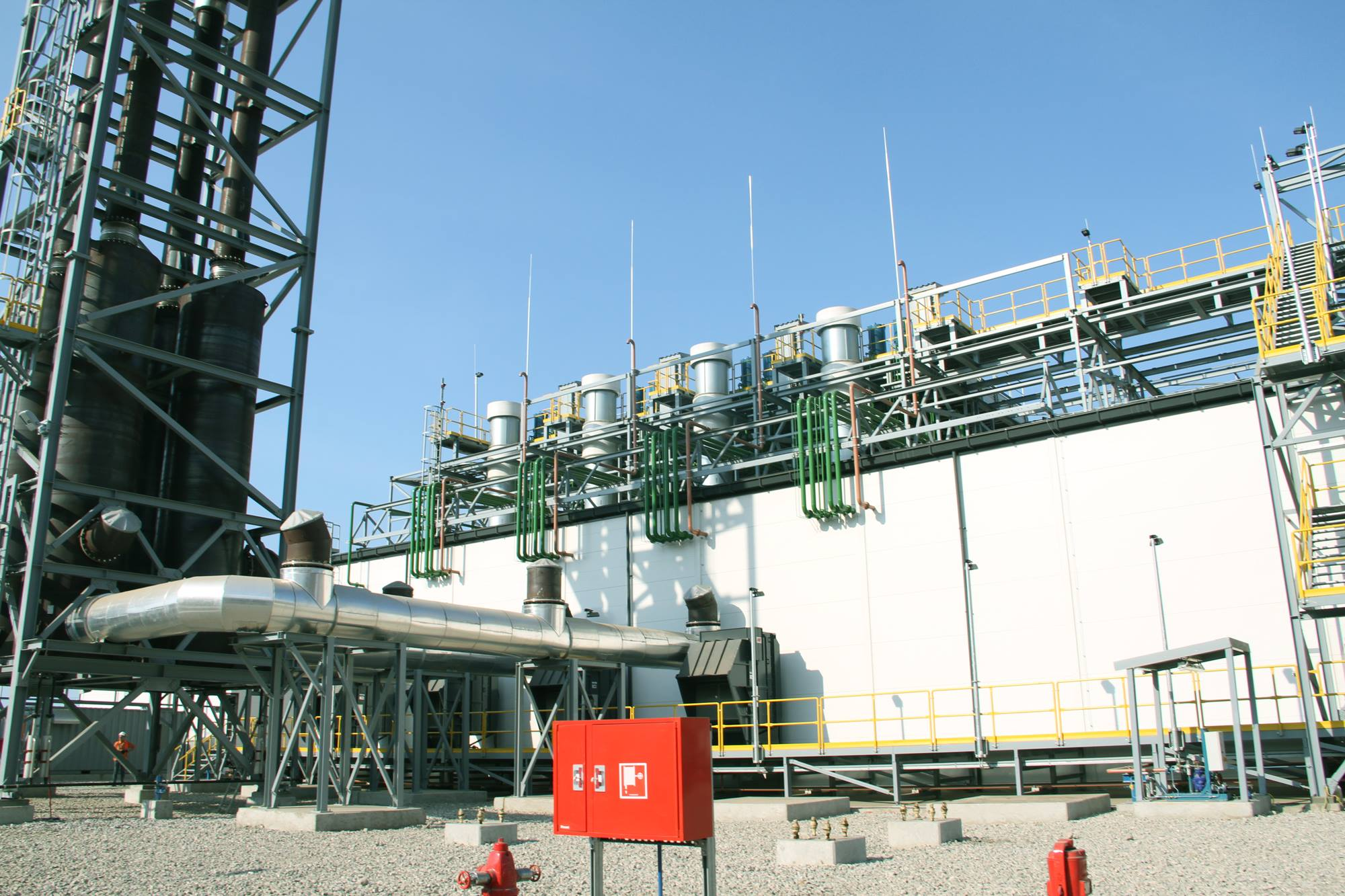
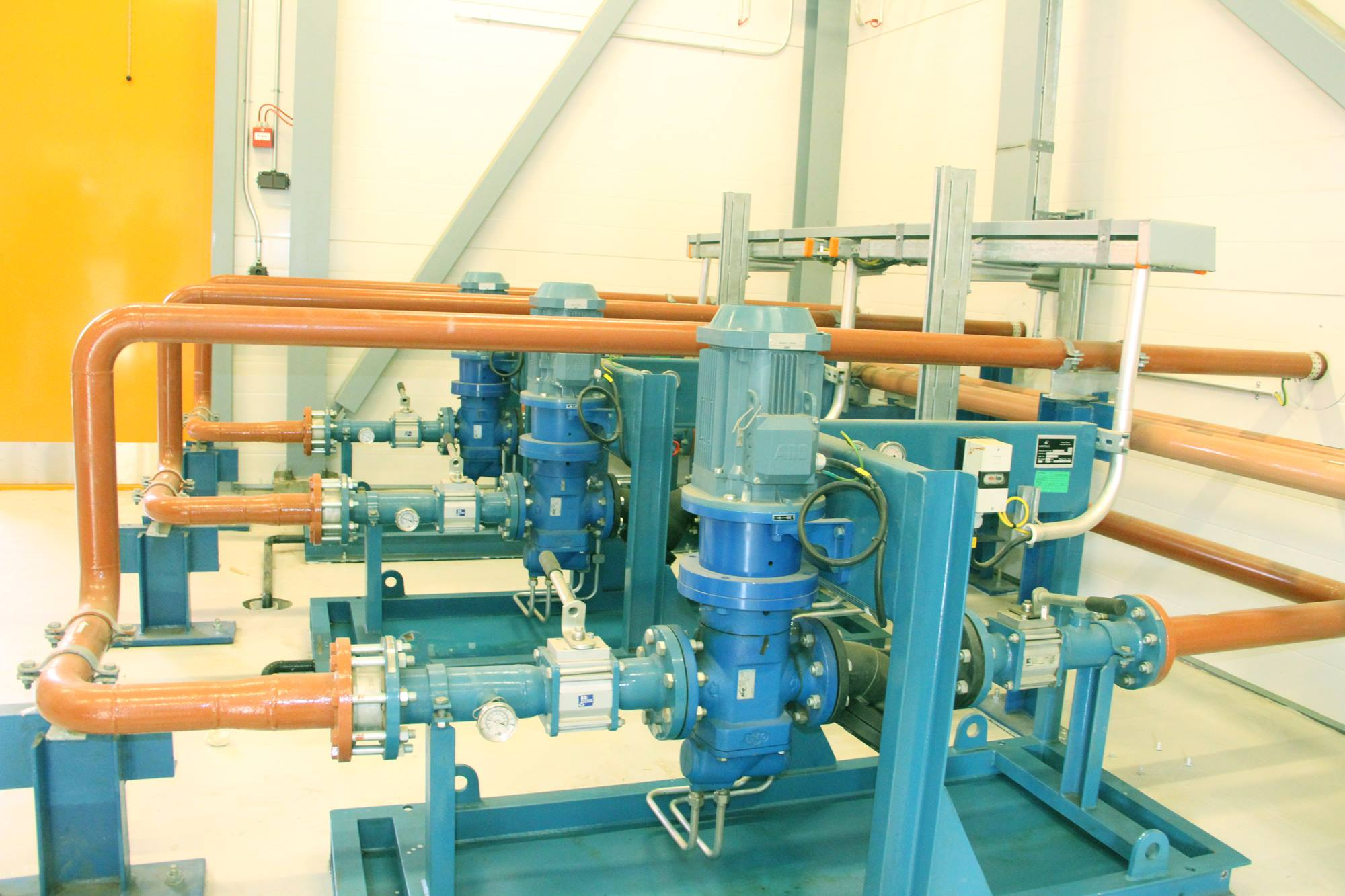